# Varazdat
Cet article concerne un roi d'Arménie du IVe siècle. Pour le marzban d'Arménie, voir Varazdat (marzpan).
Varazdat (en arménien Վարազդատ, en latin Varasdates) est un roi arsacide d'Arménie ayant régné de 374 à 378. Il succède à son oncle le roi Pap et est renversé en 378 ; la veuve de Pap, Zarmandoukht, occupe ensuite le trône arménien. Réfugié à Rome, il est ensuite exilé en Bretagne, où il meurt probablement, à une date inconnue.

## Entre Rome et Perse

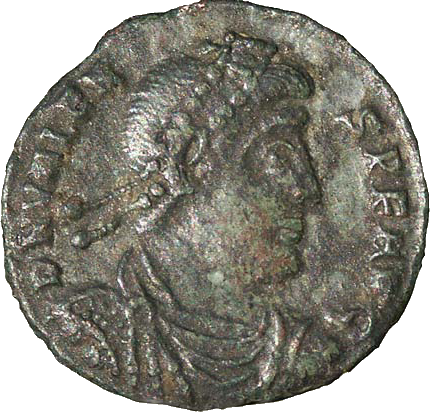
Sesterce de Valens.

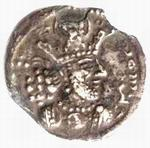
Monnaie de Shapur II.

Après l'assassinat du roi Pap, le coempereur romain Valens, chargé de l'Orient, envoie Varazdat, neveu de Pap, réputé pour ses capacités physiques et mentales, occuper le trône arménien, sous la tutelle du sparapet Mushel Mamikonian, fidèle partisan de l'alliance avec Rome. Entre-temps, les armes ne lui ayant pas été favorables, le roi perse Shapur II demande en 375 à Valens soit l'évacuation de l'Arménie, qu'il qualifie de « source perpétuelle de tracas », soit le retrait des Romains de l'ouest de l'Ibérie, dirigée par Sauromace II. Valens rejette la proposition mais envoie deux légats, le magister equitum Victor Magistrianus et Urbicius, dux de Mésopotamie, au roi perse afin de discuter du sujet. Ceux-ci expliquent à Shapur que ses demandes sont injustes car les Arméniens ont reçu le droit de vivre selon leurs propres lois, et que si les troupes romaines chargées de protéger le roi ibérien étaient gênées dans leur déplacement, la guerre serait inévitable. Valens estime cette menace sérieuse car il compte grossir le rang de ses armées d'auxiliaires goths, peuple dont il a récemment autorisé l'installation en Thrace. Lors de leur retour, les deux légats commettent cependant l'erreur d'accepter deux régions (l'Asthianène et la Bélabitène) sans réelle autorisation, ce qui offre une nouvelle occasion de marchandage à Shapur. À la fin 376, il envoie Suren en ambassade à Valens, qui propose à ce dernier les deux régions illégalement acceptées par les légats en échange de concessions romaines. Suren est toutefois renvoyé avec un message indiquant que les Romains refusent de négocier et qu'ils lanceraient une invasion de la Perse au printemps 377. La réponse de Shapur ne tarde pas : les deux régions sont reprises et les troupes romaines sont harcelées en Ibérie occidentale. Au début 377, les Goths se révoltent et Valens se voit forcer de négocier, voire de retirer des troupes d'Arménie afin de mâter cette révolte. Il meurt lui-même le 9 août 378 lors de la bataille d'Andrinople.

## Fin de règne
Entre-temps, la situation en Arménie se détériore encore. Après le départ des troupes romaines, Varazdat, poussé par son père nourricier, fait assassiner Mushel. La fonction de sparapet est alors reprise par Manouel Mamikonian, qui a servi Shapur lors de la récente guerre contre l'empire kouchan. Manouel prend alors les armes contre Varazdat et le force à s'enfuir d'Arménie en 378, après quatre années de règne. Manouel, Zarmandoukht, la veuve de Pap, et son fils Arshak III forment un gouvernement provisoire allié aux Perses, et Shapur fait stationner une armée de 10 000 hommes en Arménie sous le commandement de Suren. 
Varazdat se réfugie à Rome avant d'être exilé en Bretagne, où il finit probablement sa vie,.

## Descendance
L'historien Cyrille Toumanoff attribuent, par supposition, deux fils à Varazdat :
- Khosrov IV ;
- Vram Châhpouh.

L'historien Guillaume Aral, plus récemment, a mis en évidence que Varazdat avait une fille du nom de Varazdoukht, laquelle aurait épousé son cousin issu de germain Vram Châhpouh. Le lien entre Vram Châhpouh et Varazdat ne serait donc pas un lien de filiation directe comme  le supposait Cyril Toumanoff, mais un lien de cousinage doublé d’un lien d’alliance.

## Jeux olympiques antiques
Varazdat est souvent considéré comme l'un des derniers participants aux Jeux olympiques antiques. Sa victoire au concours de pugilat est rapportée par Moïse de Khorène dans son Histoire de l'Arménie, probablement dans les années 360.